# Civil War (chanson)
Pour les articles homonymes, voir Civil War.
Civil War est une chanson du groupe de hard rock américain Guns N' Roses présente dans l'album Use Your Illusion II en 1991 et sortie en single en 1993. Elle est la seule chanson de l'album à être enregistré avec Steven Adler à la batterie. Ce dernier fut renvoyé du groupe après l'enregistrement de Civil War à cause de ses problèmes de drogues. Il sera remplacé par Matt Sorum en 1990.
Après avoir été frappé durant toute son enfance par son père biologique, Axl Rose décide de publier la chanson Civil War, le 3 mai 1993. Le clip de celle-ci contient des images de la seconde guerre mondiale, ce qui est une façon, pour Axl Rose, d'établir un parallèle avec ce qu'il a vécu étant petit : 5 générations de soldats étant contraint à se battre sans même le savoir et qui se font massacrer par l'ennemi. Il s'identifiait comme les soldats innocents partant à la guerre sans aucune cause tandis que son père biologique était en train de le frapper[pas clair]. La chanson débute d'ailleurs par la réplique du gardien sadique du film Cool Hand Luke (ou Luke-La-Main-Froide en français) : « What we've got here is failure to communicate. Some men you just can't reach. So you get what we had here last week, which is the way he wants it. Well, he gets it. And I don't like it any more than you men. », ce qui est dans le même genre d'idées que ce qu'Axl évoque.

## Composition du groupe
- Axl Rose - Chants
- Slash - Guitare solo
- Izzy Stradlin - Guitare rythmique
- Duff McKagan - Basse
- Steven Adler - Batterie
- Dizzy Reed - Piano et synthétiseurs